# Unité des Communes valdôtaines Mont-Émilius
L'Unité des Communes valdôtaines Mont-Émilius, denominata fino al 2014 Comunità montana Mont Emilius (in francese Communauté de montagne Mont Émilius), è un comprensorio montano che unisce 10 comuni della Valle d'Aosta.

## Nome
Prende il nome dal Monte Emilius, il quale domina la Plaine di Aosta e quindi i comuni limitrofi che fanno parte dell'Unité.

## Scopo
Suo scopo principale è quello di favorire lo sviluppo delle valli nella salvaguardia del proprio patrimonio ambientale e culturale.

## Attività
Negli anni ha sviluppato soprattutto le seguenti attività:
- salvaguardia degli alpeggi
- sviluppo del turismo.

## Comuni
Ne fanno parte i Comuni di: Brissogne, Charvensod, Fénis, Gressan, Jovençan, Nus, Pollein, Quart, Saint-Christophe e Saint-Marcel.

## Sede
La sede si trova a Quart.